# Niederlauer
Niederlauer település Németországban, azon belül Bajorországban. Lakosainak száma 1707 fő (2023. december 31.). Niederlauer Burglauer, Salz és Hohenroth községekkel határos.

## Népesség
A település népessége az elmúlt években az alábbi módon változott:
| Lakosok száma | 335  | 580  | 576  | 1333 | 1699 | 1668 | 1654 | 1670 | 1678 | 1707 |
|               | 1875 | 1950 | 1975 | 1987 | 2012 | 2014 | 2016 | 2017 | 2021 | 2023 |